# 개경 (연호)
개경(開慶, 1259년)은 남송 이종(理宗) 조윤(趙昀)의 일곱번째 연호이다. 1년 가량 사용하였다.

## 개원
- 보우(寶祐) 6년 12월 1일[1](율리우스력 1258년 12월 27일)에 연호를 개경(開慶)으로 정하고, 다음 해 1월 1일[2](율리우스력 1259년 1월 25일)에 개원함.[3][4][5][6]

- 개경(開慶) 원년 12월 13일[7](율리우스력 1260년 1월 26일)에 연호를 경정(景定)으로 정하고, 다음 해 1월 1일[8](율리우스력 1260년 2월 13일)에 개원함.[3][4][6]

## 연대 대조표
| 개경 | 서기(西紀) | 간지(干支) |
| 원년 | 1259년     | 기미(己未) |

## 동시대 연호

### 베트남
- 티에우롱(紹隆) (1258년 ~ 1272년)

### 일본
- 쇼카(正嘉) (1257년 ~ 1259년)
- 쇼겐(正元) (1259년 ~ 1260년)

## 같이 보기
- 중국의 연호 목록